# Kuźnica (Nowa Ruda)
Kuźnica (niem. Schmiedegrund) – część miasta Nowa Ruda w Polsce, położona w województwie dolnośląskim, w powiecie kłodzkim.

## Położenie
Kuźnica to nieduża osada położona pomiędzy Nową Rudą a Słupcem w Sudetach Środkowych. Jej zabudowania rozrzucone są na wschodnim zboczu Góry św. Anny, na wysokości 500–520 m n.p.m.

## Podział administracyjny
W latach 1975–1998 miejscowość administracyjnie należała do województwa wałbrzyskiego.

## Historia
Kuźnica powstała prawdopodobnie pod koniec XIX wieku jako jedno z wielu osiedli na terenie nowej Rudy. Powstanie miejscowości wiązało się z rozwojem kopalń węgla w jej sąsiedztwie.  

## Szlaki turystyczne
Przez Kuźnicę prowadzi  szlak turystyczny z Nowej Rudy na Górę Świętej Anny.